# Столыпин, Афанасий Алексеевич
Афана́сий Алексе́евич Столы́пин (15 [26] октября 1788, Пенза, Российская империя — 14 августа [26 августа] 1864 года, Саратов, Российская империя) — отставной артиллерийский штабс-капитан, участник Бородинского сражения. Саратовский уездный, а затем губернский предводитель дворянства.
Двоюродный дед и опекун поэта Михаила Юрьевича Лермонтова. Предполагаемый прототип «дяди» из его знаменитого стихотворения «Бородино», Столыпин унаследовал имение Тарханы, где прошло детство поэта, и позаботился о его сохраности, что позволило позднее создать там музей, посвящённый Лермонтову.
Кроме того, известен острым конфликтом с саратовским вице-губернатором Карлом Карловичем Оде-де-Сионом, из-за принципиальной позиции последнего по ряду вопросов, в том числе связанных с именем Лермонтова. В результате оба участника ссоры лишились должностей и покинули Саратов.

## Биография
Сын пензенского губернского предводителя дворянства Алексея Емельяновича Столыпина и его супруги Марии Афанасьевны, урождённой Мещериновой, появился на свет в 1788 году и был самым младшим из их 11 детей.

### Военная служба
В феврале 1805 года, семнадцатилетним юношей, Афанасий Алексеевич поступил на военную службу юнкером в 1-й артиллерийский полк. В марте 1805 года переведён в лейб-гвардии артиллерийский батальон, где в феврале 1806 года произведён в подпоручики. С сентября 1806 года вместе со своим полком участвовал в кампании 1806—1807 годов на территории Восточной Пруссии. Сражался при Гуттштадте и при Гейльсберге. 2 июня 1807 года в ходе неудачной для русских Фридландской битве был серьёзно ранен в ногу и надолго выбыл из строя. В 1810 году произведён в поручики.
Отечественную войну 1812 года встретил в чине поручика командиром батареи 2-й лёгкой артиллерийской роты лейб-гвардии пешей артиллерийской бригады 5-го (гвардейского) пехотного корпуса 1-й Западной армии генерала от инфантерии М. Б. Барклая-де-Толли.
Перед началом Бородинского сражения, согласно диспозиции главнокомандующего М. И. Кутузова, 2-я лёгкая рота, как и другие роты гвардейской артиллерии, находилась в резерве у деревни Князьково. Однако Афанасию Алексеевичу трудно было оставаться в бездействии; по свидетельству очевидца, командира взвода 2-й роты прапорщика А. С. Норова, Столыпин со своими друзьями 24 августа 1812 года был под Шевардино в стрелковой цепи. На второй день сражения 2-я лёгкая артиллерийская рота выдвинулась ближе к боевой линии и с трёх часов пополудни вступила в бой с неприятелем. Но вскоре ротный командир капитан Гогель был контужен, и командование перешло к Столыпину. Ещё дважды французская конница генерала Нансути предпринимала атаки, но была отброшена. Довершили дело при поддержке батарей Столыпина русские кирасиры:

Наш батарейный командир Столыпин, увидев движение наших кирасир, взял на передки, рысью выехал несколько вперед и, переменив фронт, ожидал приближения неприятеля без выстрела. Орудия были заряжены картечью; цель Столыпина состояла в том, чтобы подпустить неприятеля на близкое расстояние, сильным огнем расстроить противника и тем подготовить верный успех нашим кирасирам.— прапорщик А. С. Норов
К вечеру роту сменили, и она вернулась на прежнее место, потеряв в сражении убитыми 5 человек рядовых и 27 лошадей, включая лошадь самого Афанасия Алексеевича, ранеными — 2 обер-офицеров, 2 музыкантов, 18 рядовых и 8 лошадей.
Рана, полученная в 1807 году, сильно беспокоила, и после Бородина Афанасий Алексеевич был вынужден взять отпуск для лечения. В 1813 году ему был присвоен чин штабс-капитана. Поправив здоровье, он вновь вернулся в строй лишь в 1815 году, но успел поучаствовать в торжественном вступлении русской армии в Париж. В декабре 1815 года переведён в 17-ю артиллерийскую бригаду. Несмотря на боевые заслуги, Столыпин был обойдён производством в следующий чин, и «несправедливость эта сильно огорчила целый корпус офицеров…». В январе 1817 года вышел в отставку («за раною») в прежнем чине штабс-капитана.

### Саратовский предводитель дворянства
Выйдя в отставку, Афанасий Алексеевич отправился лечить свою рану на Кавказские воды. В июле 1817 года скончался находившийся там же отец Алексей Емельянович Столыпин, который ещё в 1811 году, задолго до своей кончины, разделил между сыновьями свои обширные вотчины. Афанасию досталось село Лесная Неёловка Саратовского уезда Саратовской губернии (ныне — в Базарно-Карабулакском районе) с прилегающими деревнями, где он и поселился после похорон отца. На зиму Столыпин переезжал в Саратов: его дом находился на углу улиц Малой Дворянской (ныне Советская) и Александровской (ныне Горького). Собственные дома Афанасий Алексеевич имел также в Петербурге и Москве.
Между декабрём 1827 года и августом 1829 года был избран предводителем дворянства Саратовского уезда и исполнял эту должности по меньшей мере до ноября 1833 года.
К 1830 году со смертью старших братьев Афанасий Алексеевич, хотя и был младшим ребёнком в своей семье, был признан близкими и дальними родственникам, многих из которых он буквально опекал, неформальным главой рода Столыпиных. В апреле 1834 года его племянница Анна Григорьевна Столыпина (1815—1892) вышла замуж за адъютанта великого князя Михаила Павловича, полковника Алексея Илларионовича Философова, с которым у Афанасия Алексеевича установились доверительные родственно-дружеские отношения. Последний часто поддерживал молодую семью практическим советами в хозяйственных делах, а также оказывал финансовую помощь, как, впрочем, и многим другим своим родственникам. В ответ Философов, быстро поднимавшийся по карьерной лестнице и имевший большое влияние при дворе, не раз выручал в сложных обстоятельствах близких Столыпина, в том числе, принимал большое участие в судьбе Михаила Юрьевича Лермонтова и некоторых его друзей.
В ноябре 1839 года избран губернским предводителем дворянства в Саратове. Богатый помещик и откупщик, он пользовался чрезвычайным уважением и влиянием в губернии, имел множество приверженцев среди местного дворянства и связи при дворе. На первых порах у него сложились вполне дружеские отношения с недавно назначенным вице-губернатором Карлом Карловичем Оде-де-Сионом, также ветераном наполеоновских войн. Однако в январе 1842 года, когда губернатор Андрей Михайлович Фадеев по служебной надобности отбыл в Санкт-Петербург, Столыпин крупно повздорил с замещавшим губернатора Оде-де-Сионом. Вспыхнувшая ссора сделала их непримиримыми врагами и вынудила обоих вскоре покинуть Саратов.
Началось с того, что Столыпин решил воспользоваться удобным моментом и попросил вице-губернатора, в отсутствие начальства, избавить от судебного преследования некоего почтенного дворянина, но тот отказал. В то же самое время недавняя гибель Лермонтова на дуэли подхлестнула спрос на его произведения, чем решил воспользоваться купец 3-й гильдии Д. М. Вакуров. Предприимчивый саратовский книготорговец, зная, что предводитель дворянства доводится двоюродным дедом покойному, выпросил у него живописный портрет поэта и выставил в своей лавке, чтобы привлечь ещё больше покупателей. Это был не первый подобный случай — ранее Вакуров пытался аналогичным образом нажиться на смерти Александра Сергеевича Пушкина, выставляя в лавке его литографическое изображение, за что получил строгий выговор от тогдашнего губернского руководства. Узнав о новой «рекламной кампании», вице-губернатор вызвал купца к себе и отчитал так строго, что тот вскоре совсем забросил книжную торговлю.
Столыпин, разозлённый предыдущим отказом, публично вступился за Вакурова, однако вице-губернатор и тут не уступил. Тогда предводитель дворянства донёс на Оде-де-Сиона и его супругу губернатору, облыжно обвиняя обоих в жестоком обращении с прислугой и воспитанницей. Фадеев, имевший собственные счёты к заместителю, дал ход секретному дознанию, которое ничего, впрочем, не выявило. Дело дошло до сенатора и министра внутренних дел Льва Алексеевича Перовского, влиятельного сановника, покровительствовавшего вице-губернатору. Однако и у губернатора с предводителем дворянства в Санкт-Петербурге имелось определённое влияние — началась настоящая война кляуз и доносов, зачастую совершенно нелепых, например Столыпин писал министру, «<…>что вице-губернаторша, страстная любительница собачек, погребает их по христианскому обряду в гробиках.». В конечном итоге, после того, как в декабре 1842 года Столыпин был вновь переизбран губернским предводителем дворянства, государь не утвердил его кандидатуру и запретил, как «откупщику», впредь баллотироваться на эту должность. Такого удара по репутации он не вынес. Поссорившись ещё и с губернатором, Афанасий Алексеевич уехал за границу, а позже поселился в Москве:

«…Удаление его произвело неприятное впечатление на общество<…> потеря такого предводителя составляла ощутительную утрату для города и его общественной жизни»— 
В следующем 1843 году вице-губернатор Оде-де-Сион, уступая давлению губернатора и саратовского общества, оставил пост и вернулся со всем семейством в Санкт-Петербург. В 1844 году, вскоре после отъезда из Саратова, сын Карла Карловича Александр женился на Анне Васильевне Сарычевой, любимой племяннице упомянутого генерал-адъютанта Алексея Илларионовича Философова. Последний оказывал большую поддержку и участие молодой семье и был крестником их детей. Когда же в 1883 году правнучка бывшего саратовского вице-губернатора — Анна Васильевна Оде-де-Сион (1870—1951) — осиротела, то дочь генерал-адъютанта фрейлина двора Ольга Алексеевна Философова (1843 — до 1911) взяла её к себе в Зимний дворец на воспитание. Поскольку сама Философова доводилась внучатой племянницей Афанасию Алексеевичу, то после увольнения от придворной службы, переехала в пензенский родовой дом Столыпиных. Анна Васильевна Оде-де-Сион, несмотря на былую вражду семейств, последовала за ней и прожила там несколько лет до своего замужества.

### Поздние годы, смерть
В 1845 году, после смерти сестры Е. А. Арсеньевой, унаследовал имение Тарханы, где прошло детство её внука М. Ю. Лермонтова. Афанасий Алексеевич вместе с Елизаветой Алексеевной были опекунами поэта, который особенно любил Столыпина и называл его «дядюшкой». По мнению Ираклия Андроникова, исследователя творчества Лермонтова, именно к нему обращены строки знаменитого стихотворения «Бородино»: «Скажи-ка, дядя…». Хотя он и не жил в Тарханах, содержал усадьбу через надёжного управляющего в безупречном порядке. Так же поступали и его наследники, благодаря чему, позднее здесь, в оригинальных интерьерах, удалось создать музей, посвящённый поэту.
В Москве Столыпин жил в собственном большом доме в переулке против Колымажного двора, где часто устраивал балы, обеды и вечера. По отзыву современника, он был простой настоящий русский хлебосольный и гостеприимный барин, который жил открыто и весело.
В конце жизни Афанасий Алексеевич всё же вернулся в Саратов, где и умер 14 августа 1864 год в возрасте 75 лет. Отпевание покойного состоялось 16 августа в кафедральном Александро-Невском соборе, в тот же день он был погребен на кладбище Спасо-Преображенского мужского монастыря. Неформальный титул «старшего в роду» (фр. l’ancien de la famille) перешёл, по общему признанию, к А. И. Философову, ставшему к тому времени генералом от артиллерии. В его обширном архиве сохранились и были позднее опубликованы многие подробности жизни Афанасия Алексеевича Столыпина, Михаила Юрьевича Лермонтова и других лиц.

## Оценки
В 1812 году главнокомандующий русской армией при Бородине генерал от инфантерии светлейший князь Михаил Илларионович Голенищев-Кутузов отметил в донесении поручиков 2-й лёгкой роты Жиркевича и Столыпина, которые огнём своих орудий «действовали отлично» по неприятельской кавалерии и подавили несколько вражеских батарей. Русский библиофил и библиограф Сергей Дмитриевич Полторацкий, служивший в 1840-х годах в Саратове и лично знавший Афанасия Александровича, в своих заметках отзывается о нём, как о человеке очень умном и не злом, хотя и считает его представителем прежнего поколения, типичным образцом «необразованного, грубого бретёра-дворянина русского». Известный мемуарист Сергей Михайлович Загоскин застал Столыпина уже человеком пожилым, высокого роста и весьма полным. Лицо его было некрасивым с «огромным носом, почти касавшимся подбородка» и нескольким крупными бородавкам. Вместе с тем, он отмечал, его внушительный ум, доброту и радушие. По его словам, в Москве все любили семейство Столыпина, — вечерами у них собиралось самое избранное общество, и многие добивались чести быть к ним приглашёнными.

## Награды
- В 1806 году за битву под Фридландом награждён орденом Св. Владимира 4-й степени с бантом.
- В 1812 году за отличие при Бородине золотой шпагой с надписью: «За храбрость».

## Память
На том месте при Бородине, где сражался Афанасий Алексеевич и его товарищи, поставлены памятники 2-й конной батарее Лейб-гвардии артиллерийской бригады — высокая массивная колонна с ядрами на пьедестале и тёмно-розовый обелиск со стволами орудий по углам постамента.

## Семья

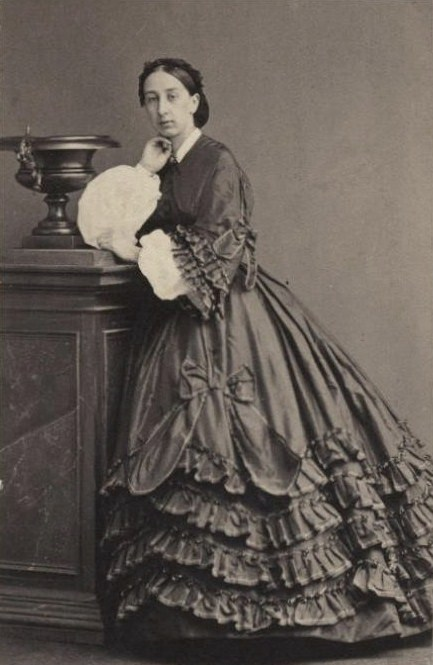
Дочь, Наталья Афанасьевна. 1865 год

С 12 января 1830 женат на Марии Александровне, урождённой Устиновой (1812—1876), внучке богатейшего саратовского купца и винного откупщика М. А. Устинова. Их венчание состоялось в Сергиевской церкви в Саратове. По отзыву современников, Мария Александровна была очень красива в молодости  и сохраняла свежесть позднее. Доброта и прекрасные душевные качества сочетались в ней с крайней наивностью, что служило в обществе предметом шуток и анекдотов. Скончалась в Москве и была похоронена на кладбище Новодевичьего монастыря (могила не сохранилась). Дети:
- Мария (1832—1901) — считалась одной из первых московских красавиц, с 1851 года супруга князя В. А. Щербатова[18].
- Наталья (1834—1905) — внешне была очень похожа на отца. С 1862 года супруга В. А. Шереметева; благотворительница и общественный деятель; кавалерственная дама ордена Святой Екатерины (меньшого креста)[19].
- Алексей (1838—1908) — гвардейский офицер, проживал в Петербурге; наследник имений в Лесной Неёловке и Tapxaнах. Впоследствии сошёл с ума, совершил убийство и в дальнейшем находился на излечении в Швейцарии[18]. По причине болезни его имения опекал двоюродный брат Д. А. Столыпин.

## Комментарии
1. ↑  Так указывает большинство источников[1]. Там, где указан 1783 год, вероятна ошибка[2].

### Книги
- Сборник биографий кавалергардов : По случаю столет. юбилея Кавалергардского ея величества государыни имп. Малии Федоровна полка :  [рус. дореф.] : в 4 т. / Сост. под ред. С. Панчулидзева. — СПб. : Экспедиция заготовления гос. бумаг, 1901. — Т. 1 : 1724—1762. — 370 с.
- Геннадий Сидоровнин. П. А. Столыпин. Жизнь за Отечество. : Жизнеописание. 1862—1911 :  [рус.]. — Культурный центр имени П. А. Столыпина, 2002. — 598 с.
- Месяцослов с рописью чиновных особ, или общий штат Российской империи, на лето от Рождества Христова 1829 : Часть вторая. Местные правления :  [рус. дореф.]. — СПб. : Императораская Академия наук, 1829. — 298 с.
- Месяцослов и общий штат Российской империи на 1830 : Часть вторая. Местные правления :  [рус. дореф.]. — СПб. : Императораская Академия наук, 1830. — 298 с.
- Месяцослов и общий штат Российской империи на 1834 : Часть вторая. Местные правления :  [рус. дореф.]. — СПб. : Императораская Академия наук, 1834. — 462 с.
- Месяцослов и общий штат Российской империи на 1842 : Часть вторая. Местные правления :  [рус. дореф.]. — СПб. : Императораская Академия наук, 1842. — 298 с.
- Жиркевич И. С. Записки Ивана Степановича Жиркевича. 1789—1848. — М. : Кучково поле, 2009. — 624 с. — (Военные мемуары). — ISBN 978-5-9950-0054-9.
- Ewa Felińska. Wspomnienia z podróży do Syberji, pobytu w Berezowie i w Saratowie: Spisane pṛzez Ewę Felińskę. :  [польск.]. — WILNO : Nakładem i drukiem Józefa Zawadzkiego, 1852. — Vol. 2. — P. 148—151, 176, 210-218, 248—255. — 299 p.
- А. М. Фадеев. Воспоминания Андрея Михайловича Фадеева. : 1790–1867. — Одесса, 1897. — Ч. I.
- Лермонтов и его родня по документам архива А. И. Философова / Публ. А. Михайловой // М. Ю. Лермонтов / АН СССР. Ин-т лит. (Пушк. дом); Ред. П. И. Лебедев-Полянский; (гл. ред.), И. С. Зильберштейн, С. А. Макашин.. — М. : Издательство АН СССР, 1948. — Кн. 2. — (Литературное наследство ; 1941—1948, т. 45/46).
- Андроников, Ираклий Луарсабович. Лермонтов : Исследования и находки. — М. : Художественная литература, 1964. — 606 с.
- А. И. Алексеева. Шереметевы в судьбе России: Воспоминания. Дневники. Письма. / М. Д. Ковалёва. — Издательский дом «Звонница», 2001. — 432 с.
- Чичерин, Борис Николаевич. Воспоминания Бориса Николаевича Чичерина : Москва сороковых годов / вступ. ст. и примеч. С. В. Бахрушина. — М. : Изд. М. и С. Сабашниковых, 1929. — 293 с.
- Бутурлин, Михаил Дмитриевич. Записки графа М. Д. Бутурлина : воспоминания, автобиография, исторические современные мне собития и слышанные от старожилов, портреты, впечатления, артистические сведения, литературные заметки и фамильная летопись / ред. М. Полякова. — М. : Русская усадьба, 2006. — Т. 2. — 543 с. — ISBN 5-903228-05-4.

### Статьи
- Полторацкий, Сергей Дмитриевич. Заметки и воспоминания Д. С. Полторацкого по поводу труда Д. Н. Бантыш-Каменского: «Словарь достопамятных людей русской земли» // Русская старина. — СПб., 1892. — Т. 74. — 763 с.
- Загоскин, Сергей Михайлович. Воспоминания // Исторический вестник. — СПб., 1900. — Т. 74, № 1—3.